# Betacixius sparsus
Betacixius sparsus är en insektsart som beskrevs av Tsaur 1991. Betacixius sparsus ingår i släktet Betacixius och familjen kilstritar. Inga underarter finns listade i Catalogue of Life.